# 西山遗址 (郑州市)
西山遗址，即郑州西山古城遗址，又称郑州西山仰韶文化城址，位于河南省郑州市北部23公里处的郊岭。该古城遗址中国大陆迄今发现的年代最为久远、建筑技术最为先进的古城遗址。考古专家称此城是黄帝时代的遗址。2011年8月被中国国务院列入国家级大遗址保护片区。1987年公布为郑州市文物保护单位。